# Les Brunels
Les Brunels é uma comuna francesa na região administrativa de Occitânia, no departamento de Aude. Estende-se por uma área de 11,97 km². Em 2010 a comuna tinha 283 habitantes (densidade: 23,6 hab./km²).